# Hockey Roller Club Monza nelle competizioni internazionali
Di seguito sono elencate le partite dell'Hockey Roller Club Monza nelle competizioni internazionali.

## Statistiche
| Competizione                                 | PAR | G  | V  | N | P  | F  | S  |
| -------------------------------------------- | --- | -- | -- | - | -- | -- | -- |
| Coppa dei Campioni/Champions League/Eurolega | 2   | 11 | 5  | 1 | 5  | 32 | 40 |
| Coppa CERS/WSE                               | 2   | 11 | 6  | 0 | 5  | 49 | 42 |
| Totale                                       | 4   | 22 | 11 | 1 | 10 | 81 | 82 |

Legenda:
- PAR = partecipazioni alla competizione
- G = partite giocate
- V = vittorie
- N = pareggi
- P = sconfitte
- F = Goal segnati
- S = Goal subiti

## Coppa dei Campioni/Champions League/Eurolega

### 2018-2019
| Turno         | Partita              | Risultato |
| ------------- | -------------------- | --------- |
| Fase a gironi | Benfica - HRC Monza  | 3 - 1     |
| Fase a gironi | HRC Monza - Noia     | 4 - 0     |
| Fase a gironi | Montreux - HRC Monza | 1 - 2     |
| Fase a gironi | HRC Monza - Montreux | 6 - 2     |
| Fase a gironi | HRC Monza - Benfica  | 0 - 5     |
| Fase a gironi | Noia - HRC Monza     | 7 - 2     |

### 2019-2020
| Turno         | Partita            | Risultato |
| ------------- | ------------------ | --------- |
| Fase a gironi | Porto - HRC Monza  | 10 - 1    |
| Fase a gironi | HRC Monza - Noia   | 3 - 3     |
| Fase a gironi | Biasca - HRC Monza | 2 - 5     |
| Fase a gironi | HRC Monza - Biasca | 6 - 4     |
| Fase a gironi | HRC Monza - Porto  | 2 - 3     |

## Coppa CERS/WSE

### 2016-2017
| Turno            | Partita             | Risultato |
| ---------------- | ------------------- | --------- |
| Primo turno      | Uri - HRC Monza     | 1 - 4     |
| Primo turno      | HRC Monza - Uri     | 6 - 3     |
| Ottavi di finale | Sarzana - HRC Monza | 6 - 4     |
| Ottavi di finale | HRC Monza - Sarzana | 5 - 4     |

### 2023-2024
| Turno                | Partita                 | Risultato |
| -------------------- | ----------------------- | --------- |
| Turno qualificazione | HRC Monza - King's Lynn | 12 - 1    |
| Turno qualificazione | HRC Monza - Thunerstern | 4 - 3     |
| Turno qualificazione | HRC Monza - PAS Alcoy   | 1 - 5     |
| Ottavi di finale     | HRC Monza - Noia        | 3 - 2     |
| Ottavi di finale     | Noia - HRC Monza        | 3 - 6     |
| Quarti di finale     | Sarzana - HRC Monza     | 8 - 1     |
| Quarti di finale     | HRC Monza - Sarzana     | 3 - 6     |